# Buena Vista (Virgínia)
Buena Vista é uma cidade independente localizada no estado americano de Virgínia. A sua área é de 17,7 km², sua população é de 6 349 habitantes, e sua densidade populacional é de 358,8 hab/km² (segundo o censo americano de 2000).